# Beni Ourtilane
Beni Ouartilene (em árabe: بنى ورثيلان) é uma comuna localizada na província de Sétif, Argélia. Sua população estimada em 2008 era de 14 528 habitantes.